# 杰夫·莱斯利
杰夫·莱斯利（英語：Jeff Leslie，1952年12月11日—），澳大利亚男子自行车运动员。他曾代表澳大利亚参加1986年英联邦运动会自行车比赛，获得一枚铜牌。他也曾参加1984年夏季奥林匹克运动会。